# День финансиста
День финансиста — официальный профессиональный праздник в России, отмечаемый ежегодно 8 сентября начиная с 2011 года.
Постоянными организаторами мероприятий праздника выступают общественные организации Ассоциация «Сообщество профессионалов финансового рынка „САПФИР“» и «Гильдия финансистов», действующие при поддержке Министерства финансов России и Банка России. С 2012 года Оргкомитет праздника возглавляет Министр финансов РФ Антон Силуанов.
Ранее в этот день праздник отмечался неофициально в честь того, что 8 сентября 1802 года манифестом императора Александра I было учреждено Министерство финансов Российской империи.
Официальных программа праздника включает в себя комплекс деловых и культурных мероприятий, среди которых можно выделить:
Всероссийская премия финансистов «Репутация» — одна из самых престижных наград в области кредитования, финансирования и страхования, вручаемая финансистам за вклад в развитие российской финансовой системы, начиная с 2010 года. Лауреатами премии за прошедшие годы стали десятки ярких представители финансовой системы России, среди которых: Сергей Юрьевич Глазьев, Герман Оскарович Греф, Алла Георгиевна Грязнова, Евгений Григорьевич Ясин и многие другие.
Всероссийская программа «Дни финансовой грамотности в учебных заведениях» — регулярное мероприятие, проводящееся с 2011 года. В рамках Программы профессиональные работники финансовой системы проводят открытые уроки по теме финансовой грамотности для учеников школ и студентов вузов по всей России. По данным организаторов программы, по состоянию на июль 2015 года программа охватила более полумиллиона учащихся в 83 регионах Российской Федерации.
Интеллектуальный культурно-деловой конкурс «Финансистка года» — ежегодный конкурс проводящийся с 2011 года для представительниц прекрасного пола, работающих в финансовой системе России. C 2015 года отборочные этапы конкурса проводятся в Федеральных округах России.
Существуют также дни работников финансово-экономических подразделений отдельных органов власти. Так, приказом МВД России от 22 апреля 2000 года был установлен «День финансовой и контрольно-ревизионной служб органов внутренних дел и внутренних войск МВД России», отмечаемый 6 июля. Дата праздника определена в честь того, что 6 июля 1918 года в докладе наркома внутренних дел Петровского на V Съезде Советов впервые было указано о структуре и функциях финансового отдела НКВД СССР. Приказом МВД от 1 июля 2008 года № 565 название праздника изменено на «День финансовой службы МВД России».
Та же дата (6 июля) приказом директора Федеральной службы войск национальной гвардии РФ от 8 ноября 2017 года установлена как «День создания подразделений финансово-экономической службы».
24 августа 2015 года указом Президента РФ был установлен «День финансово-экономической службы» в Вооружённых Силах РФ, отмечаемый 22 октября. Дата праздника определена в честь того, что приказом Реввоенсовета от 22 октября 1918 года было объявлено Положение о финансовом отделе при Реввоенсовете.
Праздники, аналогичные Дню финансиста, отмечаются и в других странах:
- В Белоруссии указом Президента от 26 марта 1998 года установлен «День банковских и финансовых работников», отмечаемый в первое воскресенье января. Дата определена в честь образования в Белорусской конторы Госбанка, которая начала функционировать 3 января 1922 года[10]. Приказом Министра обороны Республики Беларусь от 14 июня 2001 года установлен «День создания финансовой службы Вооружённых Сил Республики Беларусь», отмечаемый 18 июня. Дата определена по дате издания в 1921 году приказа командующего Западным фронтом, которым было создано финансовое управление фронта[11].
- В Казахстане указом Президента от 20 января 1998 года был установлен «День национальной валюты — тенге», отмечаемый 15 ноября,  по дате введения национальной валюты Казахстана 15 ноября 1993 года. В эту же дату отмечается День работников финансовой системы Республики Казахстан»[12].
- В Киргизии постановлением Правительства от 8 ноября 1998 года был установлен «День финансово-экономических работников Кыргызской Республики», отмечаемый 10 декабря[13]. Затем, в 2001 году, установлено новое название праздника — «День финансовых и экономических работников Кыргызской Республики», и установлена новая дата — последнее воскресенье ноября[14]. В 2003 году установлена новая дата праздника — 7 июня[15].
- В Сербии в число военных праздников входит «День финансовой службы» (серб. Дан финансијске службе), отмечаемый 8 ноября. Дата определена по дате образования в 1944 году финансового отдела при Совете народной обороны[16].
- На Украине в 1999 году приказом Министра обороны установлен «День военного финансиста», отмечаемый 29 октября. Дата определена в честь создания 29 октября 1991 года Финансового управления Министерства обороны Украины[17].